# 旧穆西
旧穆西（法語：Moussy-le-Vieux，法語發音：[musi lə vjø] ⓘ）是法国塞纳-马恩省的一个市镇，与新穆西相邻，属于莫城区。

## 地理
旧穆西（49°2'48"N, 2°37'30"E）面积7.19 平方千米，位于法国法蘭西島大區塞纳-马恩省，该省份为法国北部内陆省份，北起瓦兹省，西接埃松省、马恩河谷省、塞纳-圣但尼省和瓦兹河谷省，南至卢瓦雷省，东南接约讷省，东临马恩省和奥布省，东北接埃纳省。
与旧穆西接壤的市镇（或旧市镇、城区）包括：勒梅尼勒阿姆洛、奥蒂斯、隆佩里耶、莫尔加尔、新穆西。

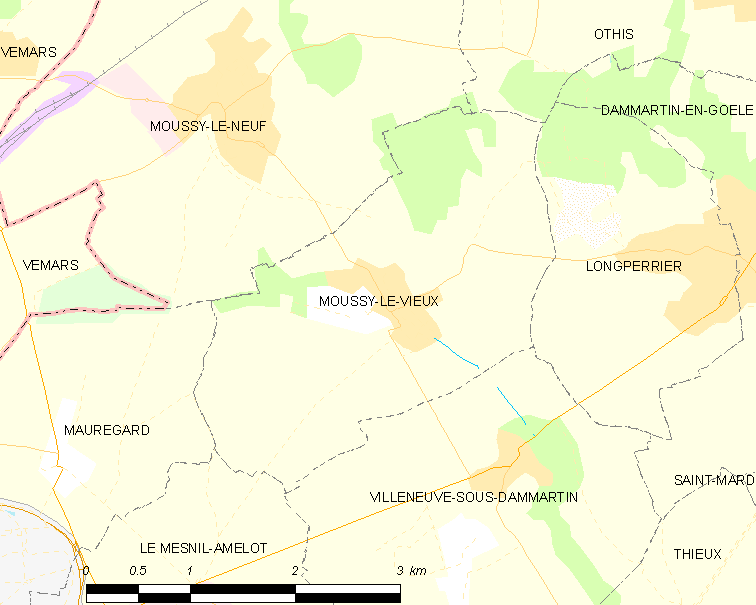
旧穆西的OSM定位图

旧穆西的时区为UTC+01:00、UTC+02:00（夏令时）。

## 行政
旧穆西的邮政编码为77230，INSEE市镇编码为77323。

## 政治
旧穆西所属的省级选区为米特里-莫里县。

## 人口

1962-2008年间旧穆西人口变化图示

旧穆西于2022年1月1日时的人口数量为1475人。